# Fryderyk Wirtemberski-Neuenstadt
Fryderyk Achilles Wirtemberski-Neuenstadt (ur. 25 kwietnia 1591, zm. 20 grudnia 1630) – książę Wirtembergii-Neuenstadt.
Syn księcia Fryderyka I i Sybilli z Anhalt. Jego dziadkami byli hrabia Jerzy I Wirtemberski-Mömpelgard i Barbara Heska oraz książę Joachim Ernest von Anhalt-Zerbst i Agnes von Barby.
Zgodnie z rodowym porozumieniem zawartym 28 maja 1617 roku między synami księcia Fryderyka, Fryderyk otrzymał tytuł księcia Wirtembergii-Neuenstadt.
Fryderyk nigdy się nie ożenił dlatego po jego śmierci tytuł księcia Wirtembergii-Neuenstadt wrócił do głównej gałęzi rodu księcia Eberharda.